# Moyindo Mpongo
Moyindo Mpongo  autrefois appelé Lyke Mike, de son nom civil Lucrèce Lompengo Boluro, né le 28 novembre 1981 dans la commune de Masina à Kinshasa en République démocratique du Congo, est un acteur congolais,.
Acteur et réalisateur, il chante depuis l’âge de 5 ans et s’est produit très jeune sur scène. On lui doit deux albums studio.
Il maitrise plusieurs langues, en particulier la langue américaine,  ce qui lui a permis de composer ses premières œuvres dans cette langue. Rentré au pays, il chante et rappe de plus en plus en français mais aussi en lingala, kikongo et tshiluba sans pour autant délaisser l'anglais américain et  relance l'ouverture de son label de productions DBC Records Pour soutenir les jeunes artistes de la cité.

## Biographie
Moyindo est le troisième enfant d’une famille en comprenant quatre. Il est le frère du guitariste Kojack Kossakamvwe. Les deux frères ont partagé une passion commune et complice pour la musique depuis la plus tendre enfance. Son père, cadre supérieur à Utex Africa, éduque son fils en français afin qu’il bénéficie de la meilleure éducation dans les écoles kinoises. Sa mère, femme d’affaires, est souvent en voyage.
Moyindo commence à chanter à l’âge de cinq ans au sein de la chorale d’une église située près du domicile familial. L’enfant s’imprègne des chants qu’il entend et s’applique à travailler seul les parties les plus difficiles. À treize ans, il intègre, en tant que danseur, le premier groupe de rap du district de Tshangu, The fool force de MG Babote. Au sein de ce groupe il travaille ses pas, se met aux répertoires hip-hop, Smurf et funk ; il est fasciné par les talents de danseur de Michael Jackson dont il répète les figures les difficiles et les plus spectaculaires, et est aussi influencé par les programmes de DanceJam de MC Hammer.
Avec The fool force, il connaît ses premières expériences de show public et participe à des compétitions de danse. Malgré un certain succès le groupe se disloque et il intègre alors Maze rap du rappeur Deus, toujours comme danseur en front line. Son frère Kojack Kossakamvwe interprète la guitare au sein de ces groupes. Il participe à plusieurs compétitions en danseur solo puis forme un groupe avec son ami Alain Ibanga et se produit alors souvent à Kingabwa.
Jusqu’à cette époque s’il aime bien le rap, il a plutôt l’ambition de danser et est plus tourné vers le répertoire R'n'B quand il chante. C’est en écoutant Snoop Dogg que la passion du rap commence à 14 ans avec la découverte qu’il fait de Tupac, en l’écoutant sur Afrika  No 1.
« Tupac pour moi a fait l’effet d’une bombe dans ma vie » dit-il encore aujourd’hui. Je le voyais comme Lumumba, comme Malcolm X, quelqu’un doué du sens des responsabilités et d’un amour profond pour son peuple, un véritable activiste et un visionnaire. « Tupac  m’a beaucoup appris, il m’a motivé à être moi-même, m’a donné confiance, il a été un vrai déclencheur dans ma vie… »
Avec Tupac il s’aperçoit qu’il y a un vrai travail de recherche musicale « ses sons pouvaient très bien être utilisés pour d’autres formes musicales que le rap, ils étaient très élaborés, que ce soit en termes d’harmonie ou d’instrumentation… Tupac avait tout à mes yeux, une musique élaborée magnifiquement orchestrée, un excellent flow, des textes exceptionnels et engagés, et le tout m’avait complètement emballé ! Et j’ai commencé à travailler mon flow en m’exerçant sur des morceaux de Tupac »… Puis m’est venu l’envie d’écrire mes propres textes, mes propres morceaux… » Il a alors 18 ans mais il hésite encore. Il travaille.
Pendant ces années d’hésitations il est repéré lors d’une compétition de danse par un groupe qui a l’ambition de mélanger tous les styles, du rap à la salsa, de la rumba au R'n'B :Strong  Africa. Il est appelé à mettre ses capacités de danseur au service du groupe. Très absorbé par ses études et aussi par la nécessité de gagner sa vie il passait beaucoup de temps à donner des cours d’anglais. La proposition du président de Strong  Africa, MG tombe bien : il est fatigué de cet exercice solitaire et a envie de retrouver un groupe. Il y exercera donc ses talents de danseur mais aussi de chanteur. MG est invité à se produire en Corée du Sud où il donnera quelques spectacles qui connaîtront les faveurs du public coréen. Les producteurs de ces shows demandent donc à MG de bâtir un groupe dans ce pays pour amplifier ce succès et Moyindo est invité avec quelques autres à rejoindre MG. On est en septembre 2005 et l’aventure coréenne commence… 
Beaucoup[Qui ?] croiront ensuite que Moyindo s’est formé en Corée, que ce soit pour la musique, la danse ou l’anglais … Il tient à préciser « C’est faux tout ça : j’ai tout appris ici, en RDC ! La Corée n’a fait que compléter cette formation sur quelques points et je dois avouer quand même que ça a été une formidable expérience mais l’essentiel de ce que je suis, je le suis devenu ici à Kinshasa.
Parti en Corée depuis 2005, Moyindo y a passé cinq années avant de revenir à Kinshasa en 2010. Dans la capitale congolaise, il retrouve son cousin Bertin Ngia dit the Rock qui lui avait servi de manager et a été de tout temps un soutien indéfectible pour lui. Lors de la sortie de Mission Accomplished,the Rock en avait fait une promotion efficace, accumulant les rendez-vous avec la presse et favorisant autant qu’il le pouvait la diffusion des clips et de la musique de Moyindo. Dès son retour , il se fait remarquer par ses passages dans les médias locaux, explique et partage sa vision sur le hip-hop, parle de ses rêves d’investissement culturel dans son pays, donne quelques concerts.
En 2012, il fait la rencontre d’un citoyen français qui travaillait pour le compte de l’Ambassade de France en RDC. Ils montent ensemble un studio  production installé à Masina, une commune populaire de Kinshasa.Depuis 2015, Moyindo vole de ses propres ailes. Il a sorti deux albums (Mission Accomplished, Game over) ainsi qu’une mixtape (Ghetto Tears).

## Acteur et réalisateur
Passionné par le cinéma et l’image, Moyindo l’est depuis l’enfance. À l'âge de 14 ans, il écrit un scénario s’inspirant des films d’action et sentimentaux qu’il a vu et en dessine le storyboard. L’ensemble prendra la forme d’une bande dessinée de 40 pages.
Arrivé en Corée du Sud, il découvre le formidable réseau de salles de cinéma coréennes et les grands écrans. Chaque fois qu’il dispose d’un peu de temps, il en profite, tant pour satisfaire sa passion du cinéma, que pour parfaire son anglais et son coréen. Il écrit de petits scénarios qu’il filme avec un petit appareil numérique ou avec son téléphone portable. 
Le tournage de son premier clip Nod Ya Head un pas décisif pour lui. Le réalisateur, Moon Dong Jo, a affaire à quelqu’un ayant un point de vue sur tout. Étonné par l’artiste qu’il est censé filmer, il acceptera de se plier à la vision du musicien, tant pour la distribution, que pour les plans à filmer ou le montage[réf. nécessaire]. Il l’encouragera à prendre les commandes des clips suivants. Moyindo devient donc le réalisateur des clips Buzy $ Boss et Bitch-Hood Aftermaths. Cette première expérience dans la réalisation d’un court métrage et de clips sera capitale. Il se met à l’écriture de scénarios et en écrit 5 : Out of Hell, P.O.L, Ami, Ennemi, Les Asaka, Mfumu Nketo et enfin Eddie. Eddie devient le film qu’il veut absolument tourner et en 2013 il commence à travailler sur la production du film encouragé par d'autres réalisateurs. Entretemps, il rencontre de nombreux réalisateurs congolais. Parmi eux, Balufu Bakupa-Kanyinda lui confiera le premier rôle masculin d’un court métrage Esprit de paix. L’acteur est pressenti aujourd’hui pour tourner dans d’autres films mais consacre son énergie également à la réalisation de son court métrage Mfumu Nketo et surtout à la réalisation de son long métrage Eddie.

## Producteur
Dès 2009, en rentrant à Kinshasa, Moyindo commence à penser à un projet permettant de soutenir les jeunes artistes de République démocratique du Congo. Ses premières idées sont de trouver le moyen de détecter des talents grâce à une forme de concours avec un jury professionnel et indépendant et de trouver les moyens pour faire venir ces artistes en Corée afin de leur donner un coup de pouce. The Rock lui montre les projets montés par certaines entreprises en République démocratique du Congo qui ont le même but mais qui mettent en œuvre un jury de spectateurs. Il est loin de ce type d’idée conscient des réseaux qui se mettent en place, y compris ethniques, et qui promeuvent souvent des artistes ayant peu de talents et qui ne sont pas susceptibles d’inscrire leur parcours dans une continuité. Son studio installé, il soutient des artistes américains, coréens, ou congolais pour leur permettre d’enregistrer un ou plusieurs morceaux. Ce travail est plus souvent lié à des relations amicales, à de l’empathie mais il rencontre un jour un artiste américain, Superman qui déclenche en lui une véritable passion artistique. Il décide alors de le produire dans son petit studio. Sa préoccupation pour les jeunes artistes congolais demeure et même s’il ne pense pas encore avoir les moyens, il pense que le développement de ses affaires en Corée devrait l’amener à pouvoir réaliser un rêve : celui de se lancer dans la production de jeunes artistes congolais en montant un studio regroupant tous les corps de métier permettant à un artiste de percer. Il dessine alors le plan d’une structure qui serait située dans la cité à Kinshasa et consacrée aux arts urbains. On est en 2009 et il donne à ce moment une interview qui développe ce projet. 

## Filmographie
- 2023 : Atroce (Court Métrage)
- 2023 :  How to Stop a Wedding
- 2023 :  À deux reprises
- 2023 :   Yemba(série TV)
- 2022 :  IMA
- 2021 : Heart of Africa 2 (Companions)
- 2021 :   La femme du pasteur est ma rivale(série TV)
- 2020 : Silence
- 2020 : L'agence
- 2020 : Heart of Africa
- 2020 : Pascaline (Série TV)
- 2020 : L'amour à 200 Mètres (Série Télé)
- 2019 : Ngunde (Court Métrage)
- 2019 : Val a Teint (Court Métrage)
- 2018 : Baadaye ya Haribu (Court Métrage)
- 2018 : Bon Berger (Court Métrage)
- 2018 : Eden (Court Métrage)
- 2018 : Derrière le Choc I & II
- 2017 : Ndakisa (Série TV)
- 2016: Meta
- 2015 :Triste Fin (Court Métrage)

## Discographie
- Mission Accomplished (Album)
- Ghetto Tears (mixtape)
- Game Over (album)[16]
- K.I.N.SHASA (album)